# Наука (модул МСС)
Наука, такође познат као вишенаменски лабораторијски модул, или на руском Многофункциональный лабораторный модуль (МЛМ), је руски модул Међународне свемирске станице (МСС) који ће бити лансиран у орбиту крајем 2017. године. У оригиналним нацртима станице планирано је да се овај модул користи за спајање летелица са људском посадом или без ње, а користио би се и као складиштени простор. Касније је одлучено да се тај модул споји на предњу надир страну модула Зарја, а добио је назив Расвјет. Наука ће по лансирању бити спојена на задњу надир страну модула Зарја.
Лансирање модула првобитно је било заказано за 2007. годину, али је неколико пута одлагано, па је сада заказано за крај 2017. године (деценију касније од планираног). Лансирање је још неколико пута одлагано, а поједине компоненте су морале да се замене, тако да је лансирање померено најраније за крај 2021. године.